# 73
| 73                 |
| ------------------ |
| Dødsfald - Fødsler |
|                    |

| Gregoriansk kalender | 73 LXXIII               |
| Ab urbe condita      | 826                     |
| Armensk kalender     | I/T                     |
| Kinesiske kalender   | 2769 – 2770 壬申 – 癸酉 |
| Etiopisk kalender    | 65 – 66                 |
| Jødisk kalender      | 3833 – 3834             |
| Hindukalendere       |                         |
| - Vikram Samvat      | 128 – 129               |
| - Shaka Samvat       | N/A                     |
| - Kali Yuga          | 3174 – 3175             |
| Iransk kalender      | 549 BP – 548 BP         |
| Islamisk kalender    | 566 BH – 565 BH         |

Se også 73 (tal)

## Begivenheder
- 16. april - det jødiske fort Masada falder efter flere måneders belejring, hvilket markerer afslutningen på det jødiske oprør mod romerne